# 돌니쿠빈

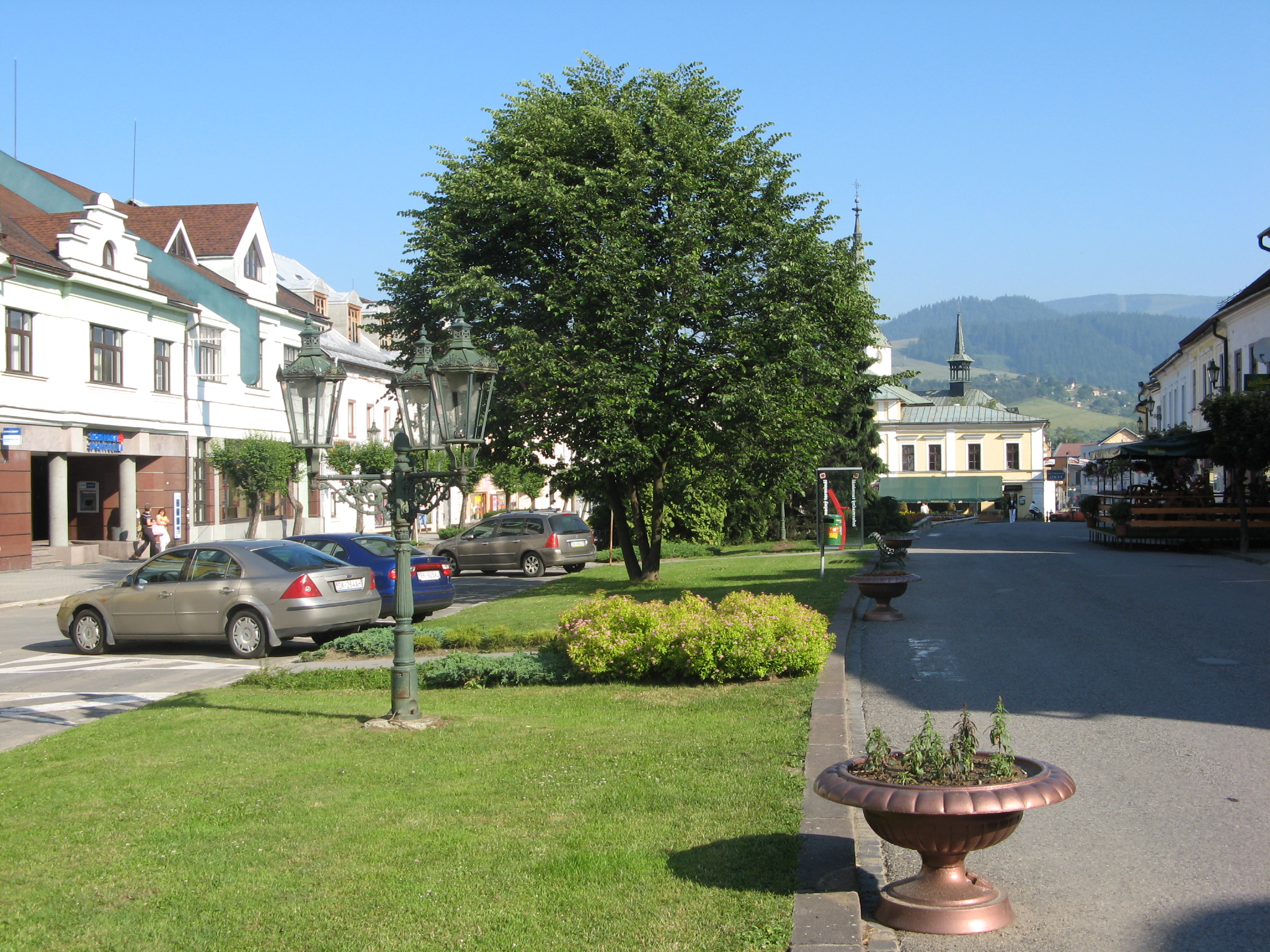
돌니쿠빈

돌니쿠빈(슬로바키아어: Dolný Kubín, 독일어: Unterkubin 운터쿠빈[*], 헝가리어: Alsókubin 얼쇼쿠빈[*])은 슬로바키아 북부 질리나주에 위치한 도시로 면적은 55.055km2, 높이는 468m, 인구는 19,775명(2006년 기준), 인구 밀도는 359명/km2이다.